# BMW Série 2 (G42)
La BMW G42 est une automobile compacte coupé de la Série 2 du constructeur automobile allemand BMW, qui a été présentée début juillet 2021,,.
La voiture est fabriquée à l'usine BMW de San Luis Potosí, au Mexique. Au début de la production en septembre 2021, une G42 a été présentée en tant qu’Art Car, que l'artiste local Bosco a conçue aux couleurs nationales mexicaines et allemandes. Le coupé a été lancé en Allemagne en janvier 2022. En octobre 2022, la gamme a été présentée sous le nom de M2 (G87). Son lancement sur le marché est prévu pour avril 2023.
Un modèle successeur du cabriolet F23 n'est pas proposé.

## Concept et carrosserie
Comme la Série 3 berline et la Série 4 coupé, entre autres, la G42 est basée sur la plate-forme CLAR du Groupe pour les voitures à moteurs longitudinaux, ce qui la distingue des autres Série 2 berlines et Série 1 à traction avant,. Comme sa prédécesseure, BMW voit la G42 comme une successeur de la BMW 02. Cela correspond avec l'avant sans double phares. BMW avait déjà montré un véhicule similaire avec la turbo hommage en 2016.
La nouvelle Série 2 coupé est environ 6,5 cm plus large et environ 10 cm plus longue que sa prédécesseur, et l'empattement est un peu plus long de 5 cm. Le coefficient de traînée de la voiture a été légèrement réduit et est de 0,26. Le poids de la voiture est réparti a environ 50/50 sur les essieux avant et arrière. Malgré l'utilisation d'aluminium à l'avant, la transmission intégrale de la M240i pèse 165 kg de plus que celle de sa prédécesseur, le moteur actuel étant 25 kW (34 ch) plus puissant. Pour améliorer l'aérodynamisme, le soubassement est presque entièrement recouvert, il y a une commande de volet d'air à dix niveaux pour la calandre et l'entrée d'air du tablier avant inférieur, ainsi que des poignées de porte encastrées.
Début 2022, la G42 a été testée par l’Euro NCAP pour la sécurité des véhicules. Elle a reçu quatre étoiles sur cinq possibles.
 

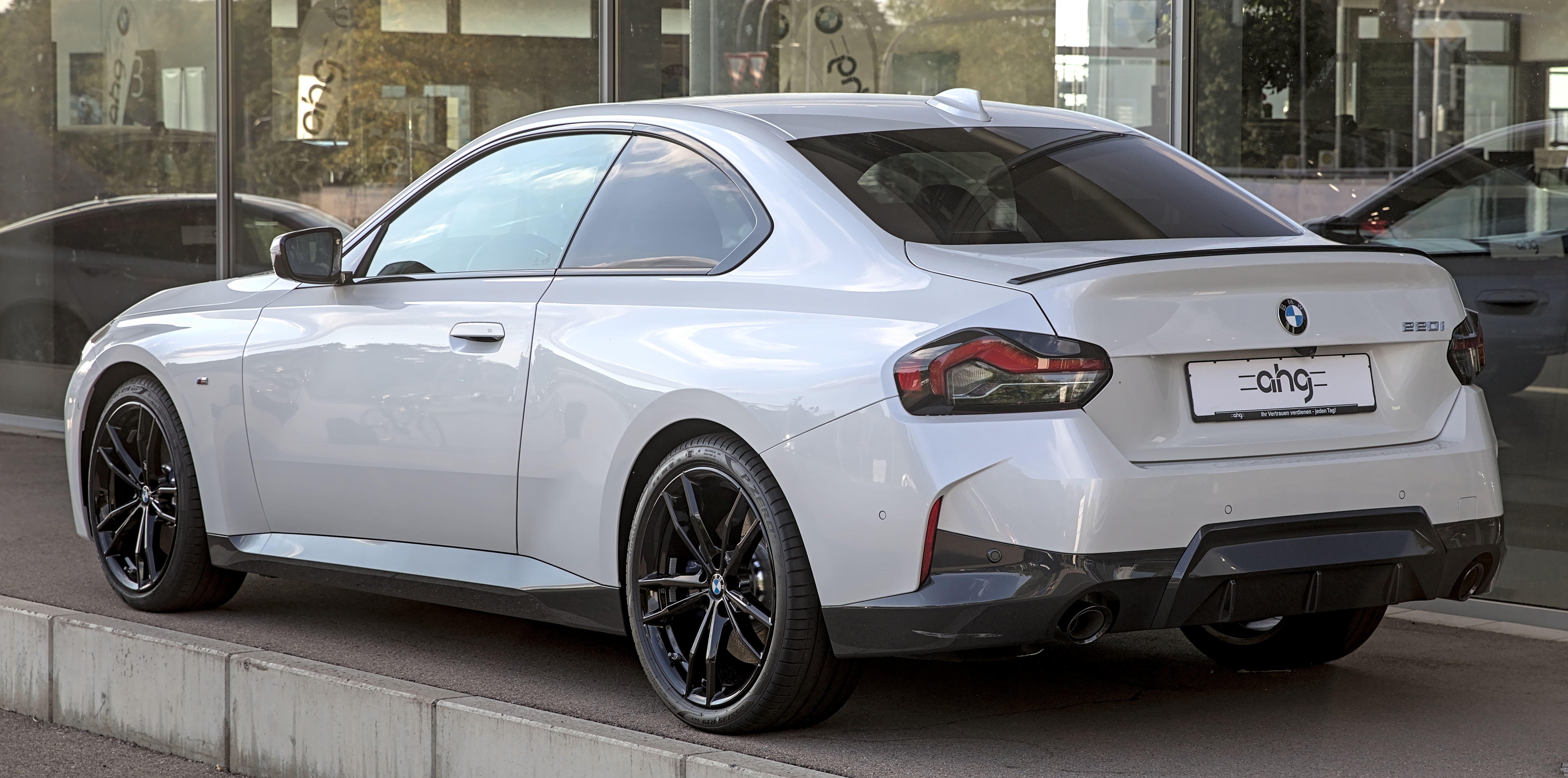
220i, vue arrière
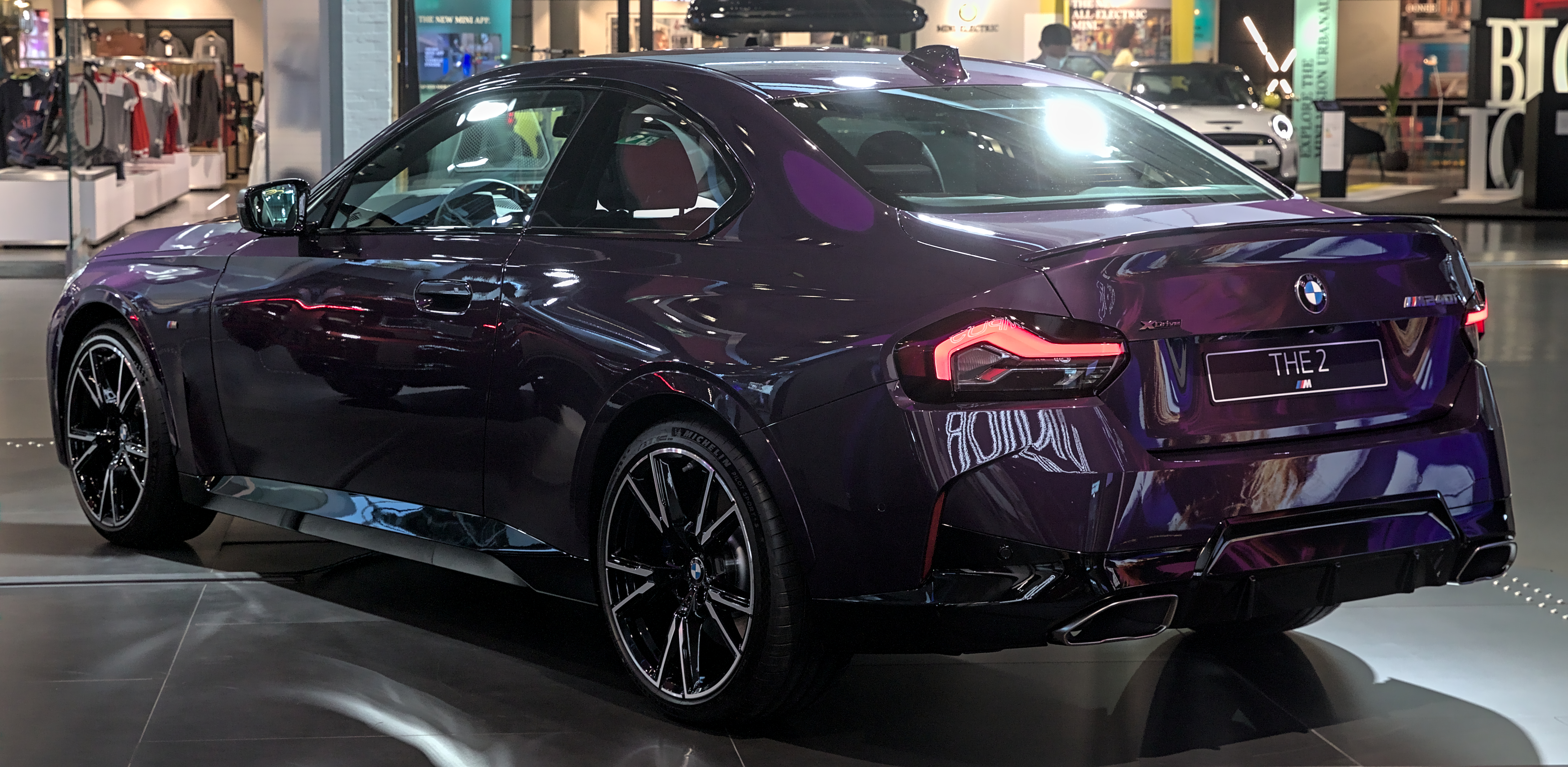
M240i, vue arrière avec signature dite lumineuse
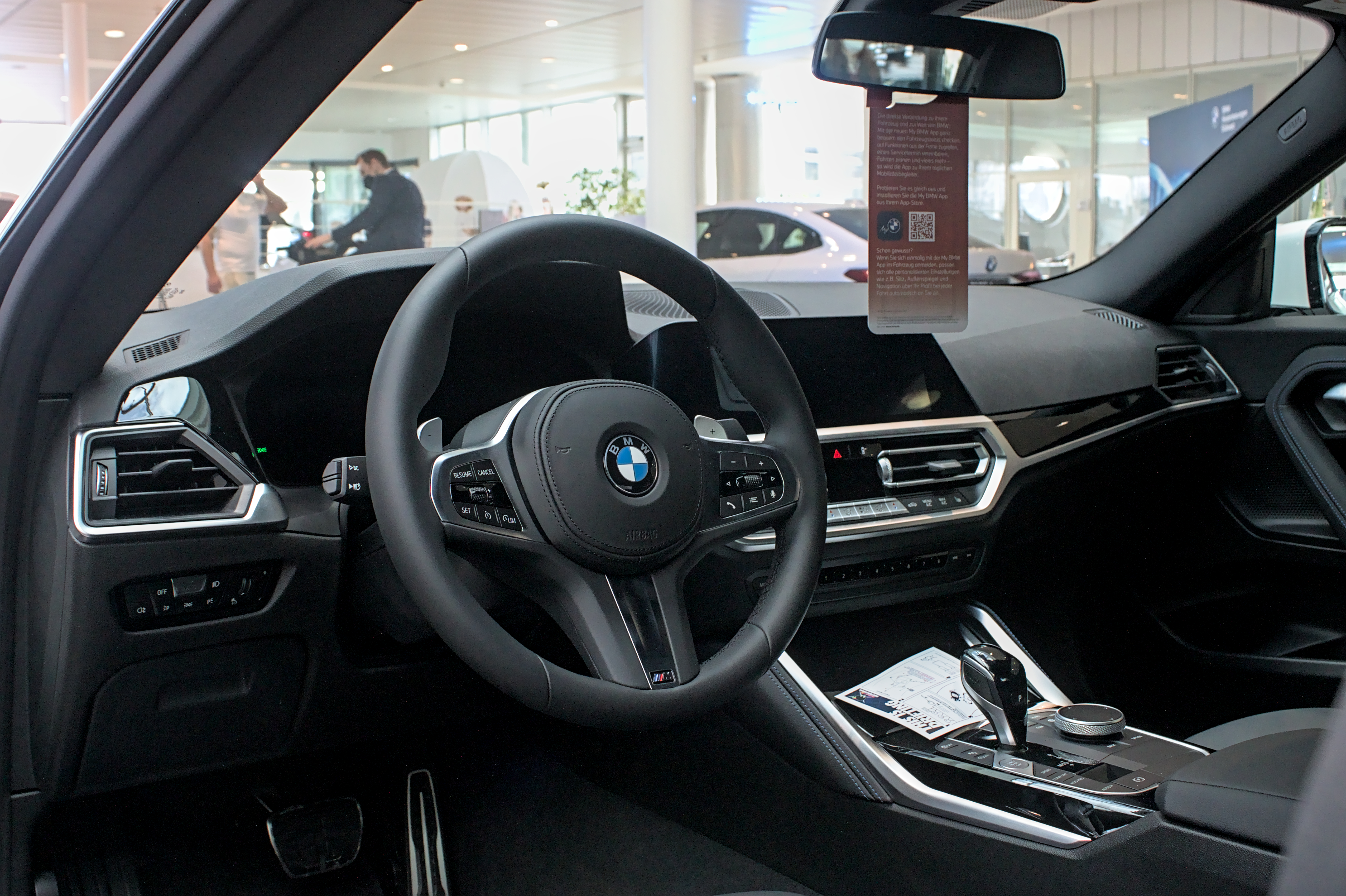
Intérieur

## Transmission
Au début des ventes de la Série 2 coupé, il y avait le choix entre deux moteurs essence et un moteur Diesel : dont la 220i essence avec une puissance maximale de 135 kW (184 ch), la M240i essence avec 275 kW (374 ch) et la 220d diesel avec 140 kW (190 ch). La 230i a moteur essence quatre cylindres de 180 kW (245 ch) a suivi au printemps 2022 et la 218i a moteur essence quatre cylindres a suivi en juillet 2022. La M2 devrait être commercialisée à partir d'avril 2023.
Les moteurs essence ont une cylindrée de 2,0 ou 3,0 litres, une distribution variable des soupapes ("VANOS") et une injection directe de carburant. Ils disposent d'un turbocompresseur avec la technologie dite "Twin Scroll", aussi appelée TwinPower. Deux spirales d'admission sur la turbine provoquent des fluctuations de pression dans les flux de gaz d'échappement pour réduire la contre-pression des gaz d'échappement. Les échanges gazeux améliorent donc la consommation, les performances et la réponse. Le moteur diesel a une injection directe à rampe commune. Tous les moteurs sont jumelés à une boîte automatique Steptronic à 8 rapports.

### Moteurs essence
- Le moteur essence quatre cylindres est disponible dans le modèle de base 220i depuis le début des ventes en 2021. Il a une cylindrée de deux litres, une puissance maximale de 135 kW (184 ch) et un couple allant jusqu'à 300 Nm.
- Le moteur essence quatre cylindres de la gamme de moteur B48 de BMW d'une puissance maximale de 180 kW (245 ch) est utilisé dans la 230i.
- Le modèle M240i, qui est également disponible depuis 2021, dispose d'un moteur essence six cylindres en ligne de trois litres (B58). Elle a une puissance maximale de 275 kW (374 ch, 34 ch de plus que sa prédécesseure[15]) et son couple atteint 500 Nm. La puissance est transmise avec la transmission intégrale XDrive à polarisation arrière[2],[20].
- La M2 est équipée du moteur essence six cylindres en ligne S58 de trois litres, qui est également utilisé dans les plus grands modèles M. Dans la M2, il délivre une puissance maximale de 338 kW (460 ch) et un couple maximum de 550 Nm. La propulsion arrière est toujours disponible[7].

### Moteurs diesel
- D'une cylindrée de deux litres, le moteur de la 220d délivre au maximum 140 kW (190 ch) avec un couple de 400 Nm. A ce jour, c'est la seule Série 2 coupé à disposer d'un système électrique de 48 V avec un alternateur de démarrage[13],[20].

## Châssis
À l'arrière, la Série 2 coupé a une suspension à cinq bras qui, comme l'essieu avant à double articulation, utilise également de l'aluminium,. Comme pour les Série 3/Série 4 (G20/G22), des amortisseurs dépendant de la course sont utilisés. Elle est dirigée avec une direction assistée électromécanique et éventuellement avec un rapport variable. La M240i est équipée de frein à disque à étrier fixe à quatre pistons à l'avant au lieu de frein à disque à étrier flottant à un piston; à l'arrière, tous les modèles sont équipés de freins à disque à étrier flottant à un piston. Tous les freins sont ventilés.

## Équipement

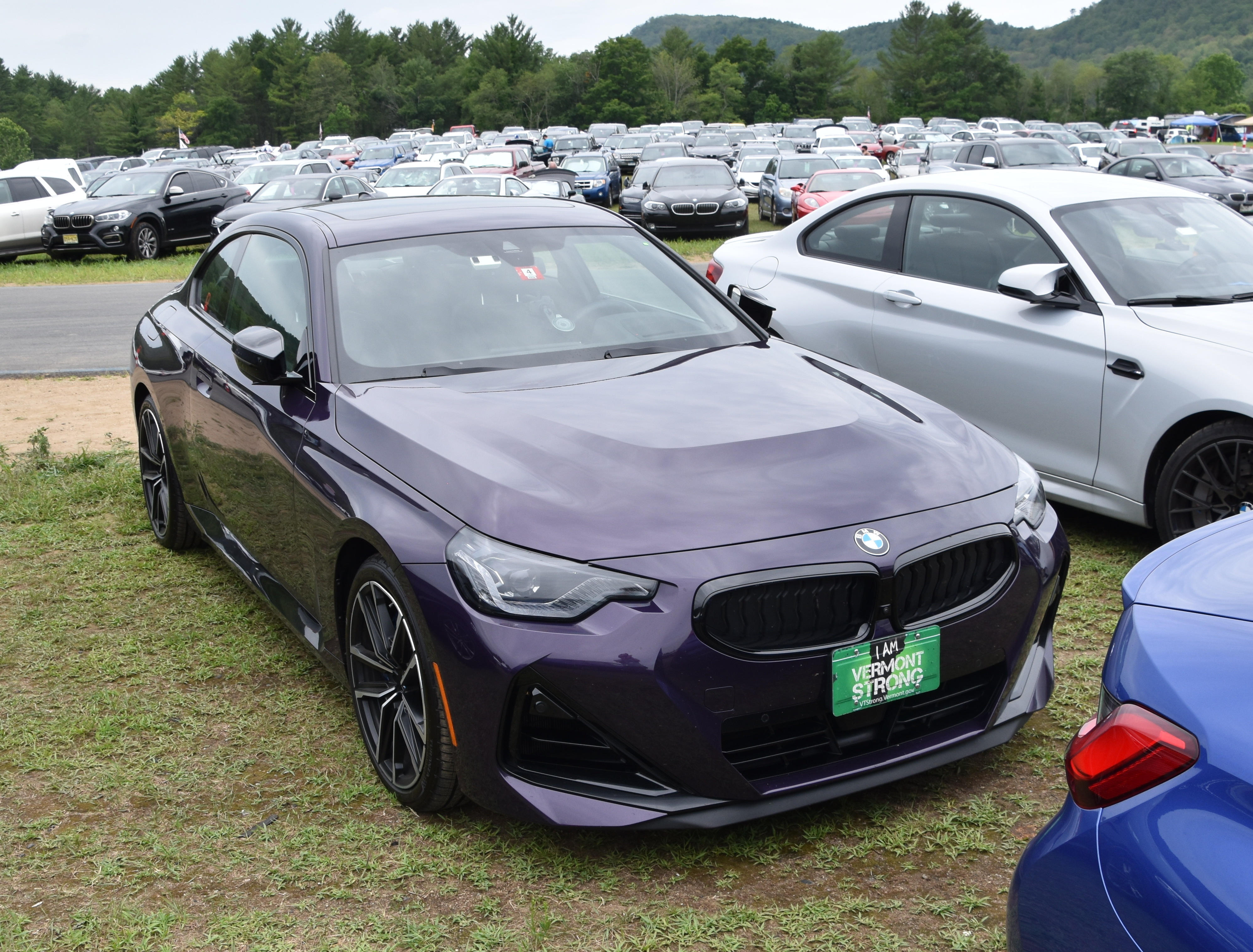
M240i, en couleur Thundernight Metallic

Le vitrage acoustique est un équipement standard; ainsi que le BMW Live Cockpit avec système audio de 100 watts et six haut-parleurs, Speed Limit Info, alerte de franchissement involontaire de ligne et régulateur de vitesse avec système anti-collision. Avec la M240i, un volant sport multifonction avec ce qu'on appelle des palettes de changement de vitesse fait également partie de l'équipement de base. La G42 est disponible avec la finition de peinture violette Thundernight Metallic, qui était exclusive à ce modèle lors de la sortie de la G42.